# André-Philippe Futa

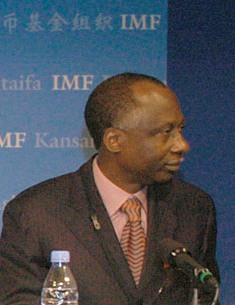
André-Philippe Futa

André-Philippe Futa, geb. André-Philippe Futa Mudiumbula Tshitumbu Tshipadi, (Miabi, 26 augustus 1943 – Parijs, 1 oktober 2009) was een Congolees politicus.
Futa was lid van de koninklijke familie van Bena Mbayi en Bakwa Dishi en was voorbestemd om chef en koning te worden van het district Bakwa Dishi. Hij studeerde landbouwkunde aan de Officiële Universiteit van Congo (UOC). Vervolgens studeerde hij aan de universiteit van Florida en doctoreerde aan de universiteit van Oklahoma.
In 1980 ging hij werken bij de African Development Bank (ADB) in Abidjan, Ivoorkust en bleef er tot 1997, toen hij directeur werd van het "International Centre of Insect Physiology and Ecology" (ICIPE). Hij ging twee jaar later terug naar de ADB als directeur Oost-Afrika in het kantoor van Addis Abeba, Ethiopië.
In april 2001 keerde Futa terug naar Kinshasa om minister te worden van landbouw, visserij en veeteelt. President Joseph Kabila hernieuwde zijn vertrouwen in Futa en benoemde hem in 2002 tot minister van economie. In de regering van nationale eenheid van 2003 werd Futa opeenvolgend minister van nijverheid en minister van financiën (tot 2005). Tijdens de Nationale Conventie van de "Parti de l’Alliance Nationale pour l’Unité" (PANU) in maart 2006 werd hij verkozen tot partijvoorzitter.